# Apocheiridium caribicum
Apocheiridium caribicum är en spindeldjursart som beskrevs av Beier 1936. Apocheiridium caribicum ingår i släktet Apocheiridium och familjen dvärgklokrypare. Inga underarter finns listade i Catalogue of Life.